# Saroba pustulifera
Saroba pustulifera là một loài bướm đêm trong họ Noctuidae.